# اچ‌ام‌اس نیویورک (۱۷۹۶)
اچ‌ام‌اس نیویورک (۱۷۹۶) (به انگلیسی: HMS York (1796)) یک کشتی بود که طول آن ۱۷۴ فوت ۳ اینچ (۵۳٫۱۱ متر) بود. این کشتی در سال ۱۷۹۶ ساخته شد.